# يوليا سامويلوفا (مغنية)
يوليا أوليجوفنا سامويلوفا (الروسية: Ю́лия Оле́говна Само́йлова؛ من مواليد 7 أبريل 1989) مغنية وكاتبة أغاني روسية، اختيرت لتمثيل بلدها روسيا في مسابقة الأغنية الأوروبية 2017 بأغنية "Flame Is Burning"، ولكن تم منعها لاحقًا من قبل أوكرانيا الدولة المضيفة للمسابقة بسبب انتهاك القانون الأوكراني بدخول شبه جزيرة القرم عبر روسيا في عام 2015، بعد فترة وجيزة من ضم المنطقة لروسيا. رداً على الحظر، انسحبت روسيا في النهاية من المسابقة. في العام التالي، تم اختيار سامويلوفا بدلاً من ذلك لتمثيل بلدها في نسخة 2018 من المسابقة في البرتغال. بأداء «أنا لن أتحطم»، احتلت المركز الخامس عشر من بين 18 متسابقة في الدور نصف النهائي الثاني، وفشلت في التأهل للنهائي «لن أكسر» كانت أول مشاركة روسية لا تصل إلى النهائي منذ تقديم نصف النهائي في عام 2004.

## روابط خارجية
- الموقع الرسمي
- Yulia Samoylova فكونتاكتي

| سبقه سيرغي لازاريف مع "أنت الوحيد" | روسيا في مسابقة الأغنية الأوروبية 2018 | تبعه سيرغي لازاريف مع "صرخة" |